# 第20屆苗栗縣議員列表
以下列出苗栗縣議會第20屆議員名單： 本屆議會共有38個席次。

## 20屆苗栗縣議員名單
| 第1選區 | 苗栗市、公館鄉、頭屋鄉 |
| 第1選區 | 中國國民黨：曾美露、鄭碧玉 無黨籍：孫素娥、張志宇、楊明燁、余文忠（因補選而當選苗栗市長，辭職）、禹耀東 · 民主進步黨：許櫻萍、徐筱菁 |
| 第2選區 | 西湖鄉、銅鑼鄉、三義鄉 |
| 第2選區 | 中國國民黨：黃芳椿、黎尚安 · 民主進步黨：羅貴星                                                                                      |
| 第3選區 | 通霄鎮、苑裡鎮 |
| 第3選區 | 無黨籍：張顧礫、徐永煌、周玉滿、陳品安 · 民主進步黨：翁                                                                              |
| 第4選區 | 後龍鎮、造橋鄉、竹南鎮 |
| 第4選區 | 中國國民黨：鄭秋風、李文斌 無黨籍：廖英利、陳碧華、廖秀紅、林寶珠、張佳玲 · 時代力量：葉忠倫 · 民主進步黨：邱毓興                    |
| 第5選區 | 南鄉、三灣鄉、頭份市 |
| 第5選區 | 無黨籍：陳永賢、黃聲全（解職）、溫俊勇、徐功凡、蕭詠萱、曾玟學 中國國民黨：張淑芬、鄭聚然（遞補當選） · 民主進步黨：陳光軒           |
| 第6選區 | 卓蘭鎮、大湖鄉、獅潭鄉、泰安鄉 |
| 第6選區 | 無黨籍：楊恭林 · 民主進步黨：陳春暖                                                                                                  |
| 第7選區 | 平地原住民 |
| 第7選區 | 無黨籍：楊文昌(Baiho．Watan) |
| 第8選區 | 山地原住民 |
| 第8選區 | 中國國民黨：劉美蘭（Iwan·Sigi） |

## 外部連結
- 苗栗縣議會 （页面存档备份，存于）（中文）